# John Gould Stephenson
John Gould Stephenson (1er mars 1828 – 11 novembre 1883) a été bibliothécaire de la bibliothèque du Congrès des États-Unis de 1861 à 1864. Il est enterré au cimetière du Congrès.